# Côte d'Azur (film)
Pour les articles homonymes, voir Côte d'Azur (homonymie).
Pour plus de détails, voir Fiche technique et Distribution.
Côte d'Azur est un film français réalisé par Roger Capellani, sorti en 1932.

## Fiche technique
- Titre : Côte d'Azur
- Réalisation : Roger Capellani
- Scénario : Benno Vigny, d'après la pièce d'André Birabeau et Georges Dolley
- Photographie : Fred Langenfeld
- Production : Paramount Pictures
- Pays d'origine :  France
- Durée : 103 minutes
- Date de sortie : France, 8 juillet 1932

## Distribution
- Simone Héliard : Hélène
- Robert Burnier : Léon Brodier
- Robert Arnoux : Anselme Duval
- Yvonne Hébert : Suzanne
- Marcel Vallée : Albert Renoux
- Ketti Gallian : Yvonne Cazin
- Ketty Pierson : Vera
- Pierre Palau : Fondoy
- Pierre Sergeol : Antonio
- Paul Clerget : Cazin, le beau-père
- Sam Pierce : le barman